# Art médiumnique
L'art médiumnique est constitué des productions plastiques ou littéraires de personnes qui ne s'attribuent pas directement la parenté de leurs œuvres, mais se considèrent comme des intermédiaires, des « médiums » à travers lesquels s'expriment des forces ou des esprits. La vocation de la plupart d'entre eux est d'ailleurs née de la rencontre et de la pratique du spiritisme, entre la seconde moitié du XIXe siècle et la Seconde Guerre mondiale.
Il peut être le fait de personnes n'ayant eu aucune production artistique auparavant, ou bien d'artistes qui, en parallèle ou à la suite de leur activité artistique « normale », se mettent à créer des œuvres de type médiumnique.
L'art médiumnique pouvant aussi être vu comme l'exploration des profondeurs de l'Inconscient pour en faire émerger des écrits et des dessins, il anticipa et accompagna le concept et la pratique de l'automatisme surréaliste. De même, le caractère intuitif, solitaire et l'utilisation de moyens picturaux originaux ne relevant d'aucune tradition et d'aucun enseignement académique ont amené leurs créateurs à être intégrés dans l'art brut.

## Histoire

### Les précurseurs

#### Victor Hugo: un peintre méconnu

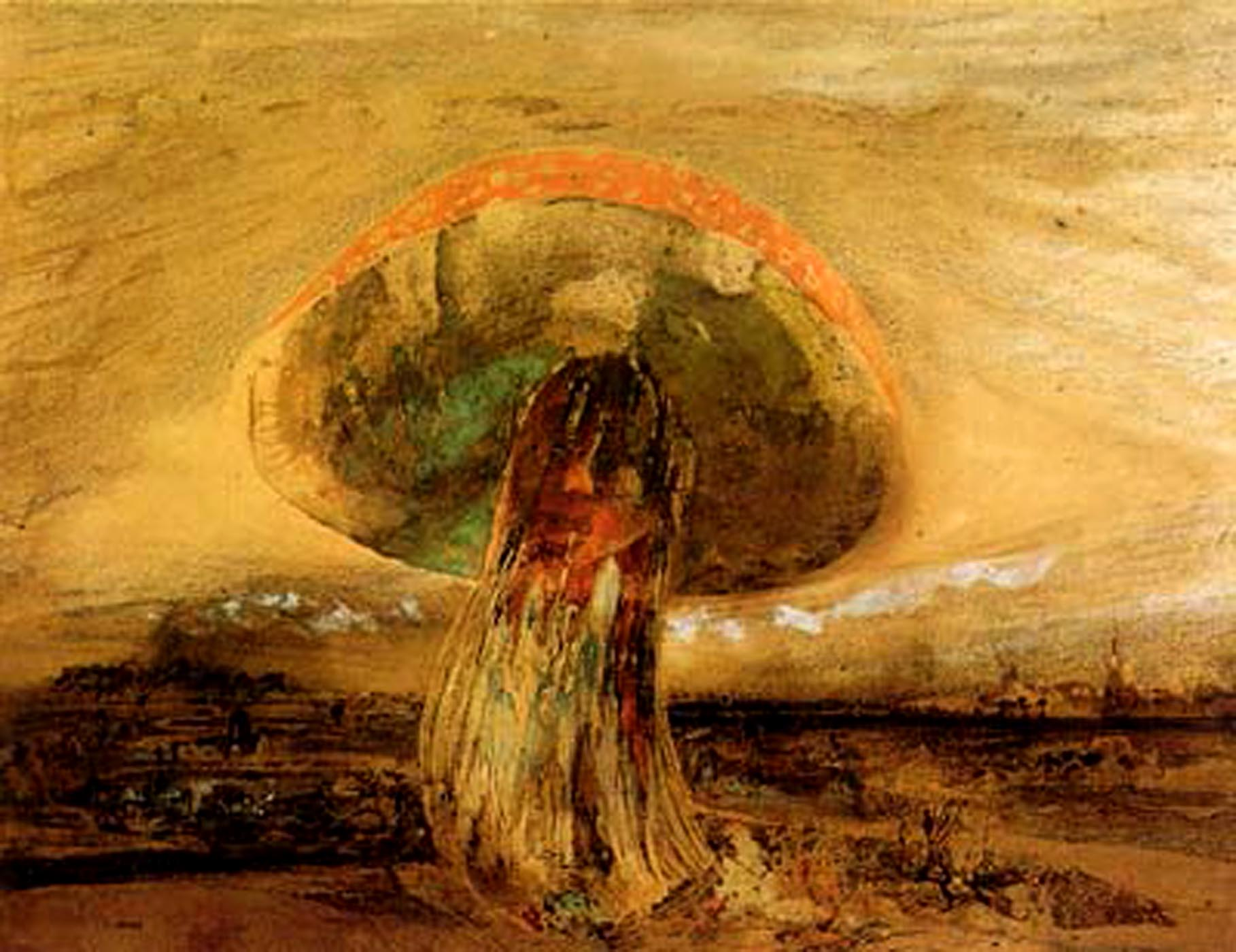
Victor Hugo, Champignon (c. 1850), lavage à l'encre et mélange de supports, 47.4 x 60.8 cm., Maison de Victor Hugo, Paris

La création médiumnique est presque aussi ancienne que le mouvement spirite lui-même, dont on situe habituellement l'irruption en 1848 à Hydesville (États-Unis). En effet, très vite, pour retranscrire les messages de l'au-delà, les médiums vont produire des écrits et des dessins, mais ce sont deux artistes renommés qui vont les faire rentrer dans le champ de l'art ; à commencer par le plus célèbre d'entre eux : Victor Hugo. En effet, dès 1853, Hugo, alors en exil sur l'île de Jersey, est initié au spiritisme par une amie, Delphine de Girardin, et va s'y adonner avec ferveur deux années durant. Il ressortira de toutes ces séances un ensemble de textes poétiques ainsi que des croquis accompagnés d'inscriptions latines (aujourd'hui conservés à la Bibliothèque nationale) qui, s'ils n'en sont pas moins troublants, restent assez succincts. En fait, avant et après cet épisode spirite, Hugo réalise des dessins hallucinatoires à partir de taches d'encre desquelles il fait ressortir des paysages et des figures qui rappellent la méthode d'Alexander Cozens et qui anticipent les expériences sur l'automatisme des peintres surréalistes comme Dali, Masson ou Max Ernst.
Ce type de recherche devient populaire au XIXe siècle, dans des jeux de société dont le test de Hermann Rorschach qui en tirera des applications psychologiques fécondes vers 1920 (Psychodiagnostik). L'un des meilleurs représentants du genre est un poète-dessinateur souabe, Justinus Kerner, qui a réuni quelques-unes de ses expériences dans un volume intitulé Klecksographien, (dessins-taches), publié par son fils après sa mort, en 1890.

#### Victorien Sardou
Plus sophistiquées sont les eaux-fortes « spirites » de Victorien Sardou, lui aussi connu avant tout en tant qu'auteur dramatique. En fait, Sardou accompagne réellement la genèse du spiritisme puisqu'il s'initie à sa pratique à Paris dès 1854 avec Hippolyte Léon Denizard Rivail qui publiera en 1857, sous le pseudonyme d'Allan Kardec, l'ouvrage fondateur du mouvement spirite, Le Livre des Esprits. C'est à cette époque, et durant une courte période, que Victorien Sardou exécute des eaux-fortes raffinées représentant avec beaucoup de détails des paysages ou des demeures exécutés rapidement, sans idée préconçue, et censés représenter des visions du monde spirituel. La Revue spirite, fondée par Kardec, publiera même l'une d'entre elles dès 1858 : La Maison de Mozart dans la planète Jupiter. Ce qui ne manqua sûrement pas de susciter nombre de vocations de dessinateurs spirites inconnus...

Eaux-fortes de Victorien Sardou
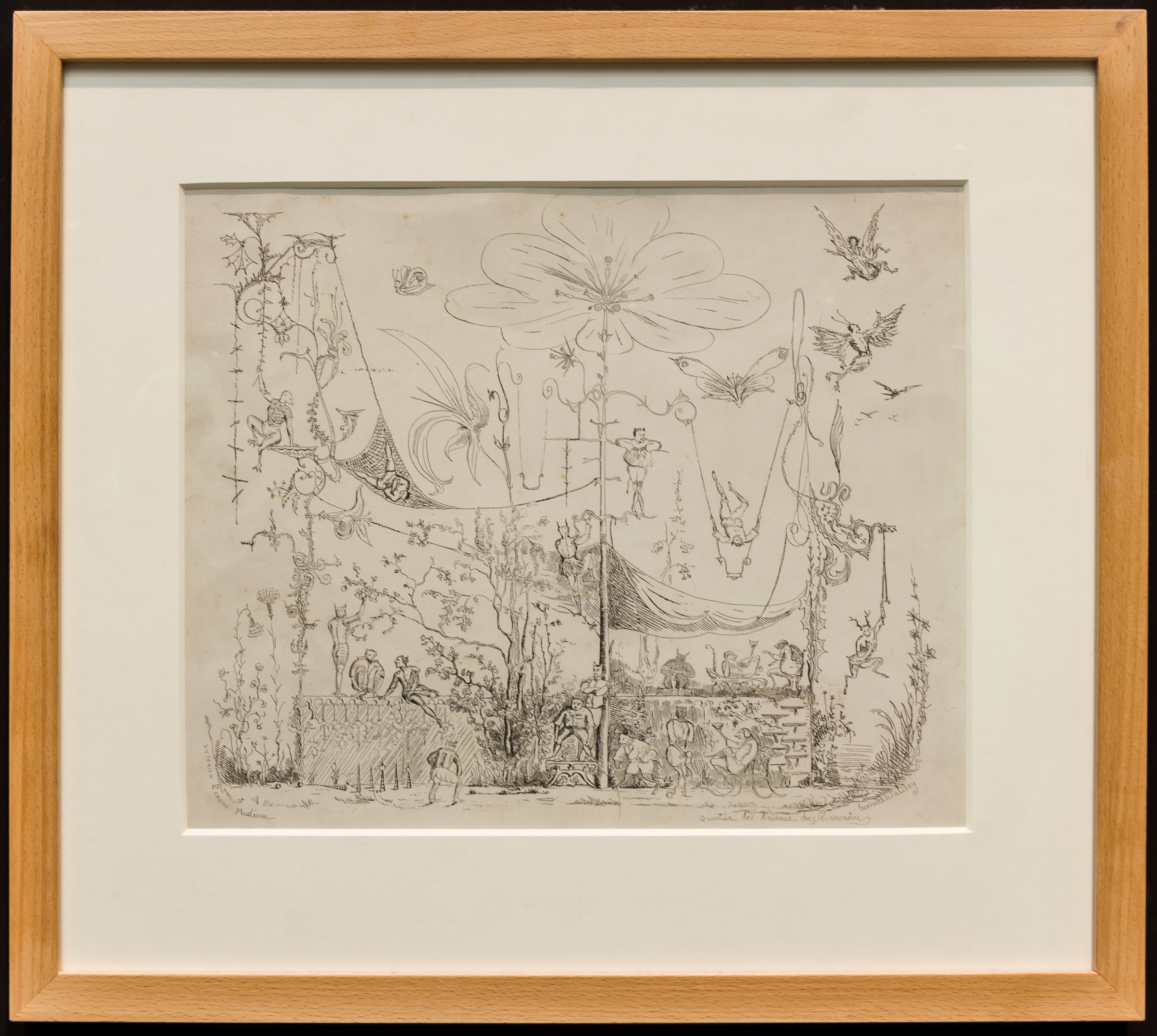
Le Quartier des Animaux (1860)
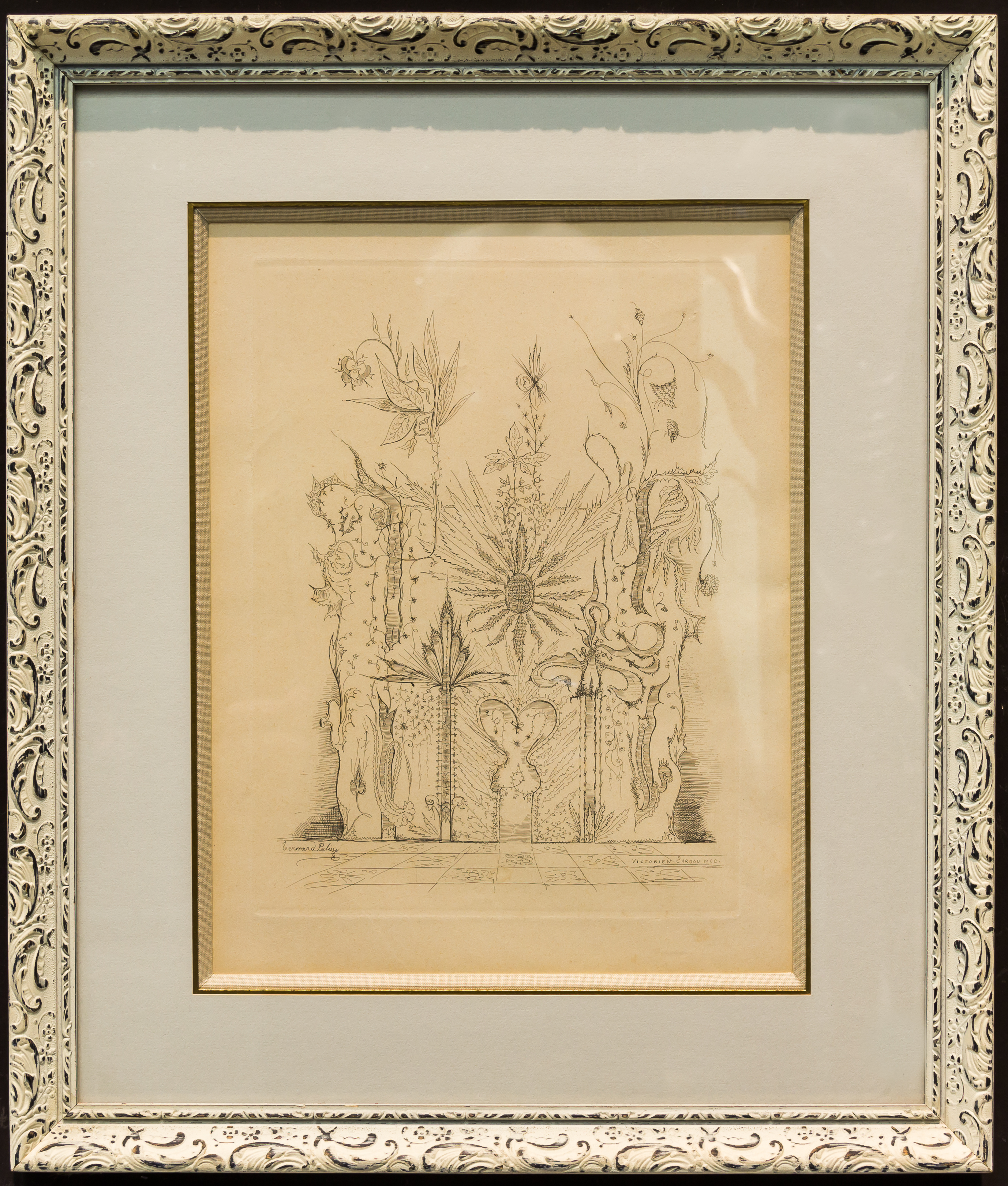
Maison de St. Paul dans la Planète de Jupiter (vers 1860)
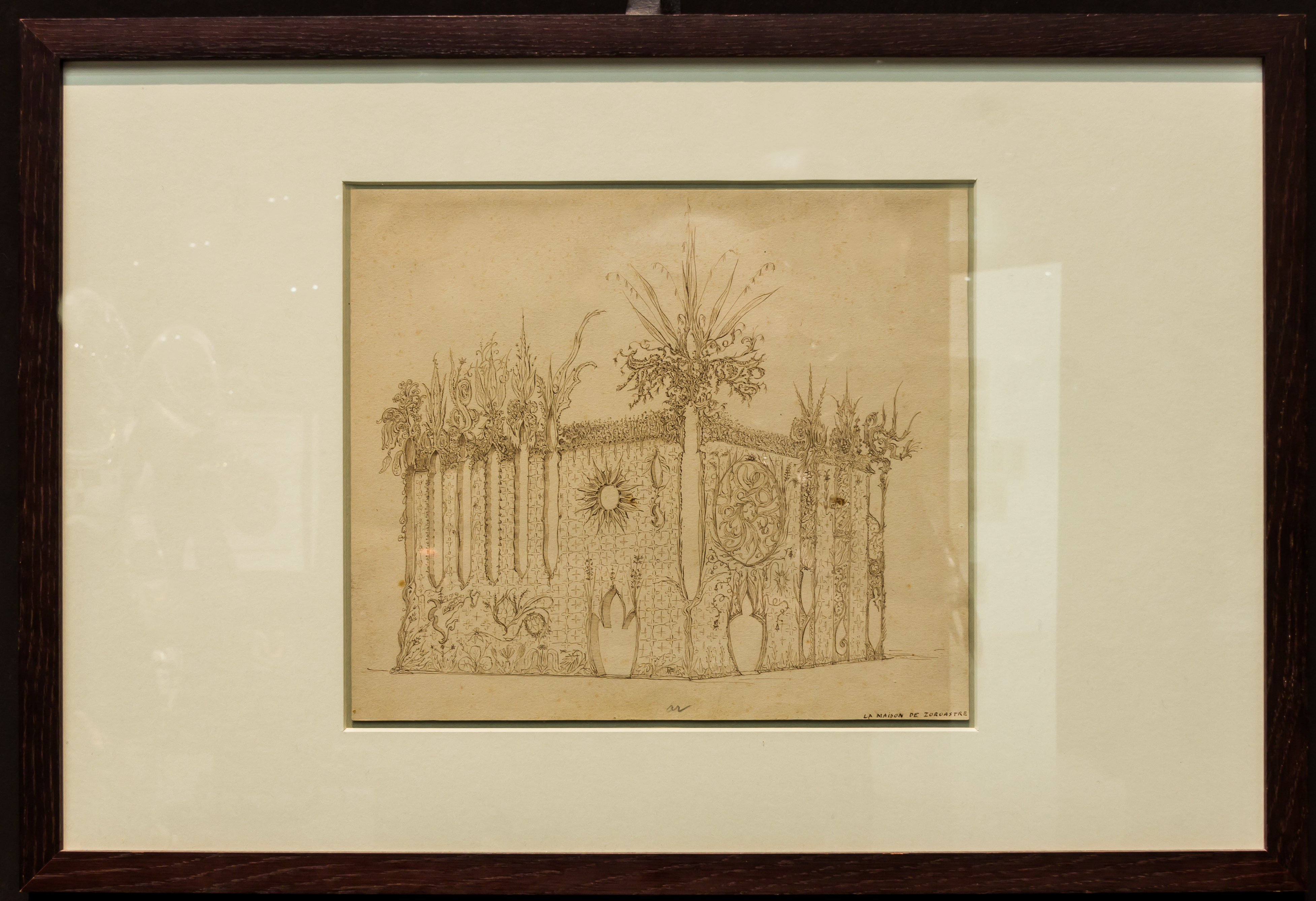
La Maison de Zoroastre sur Jupiter (1857)

### Le cas Hélène Smith

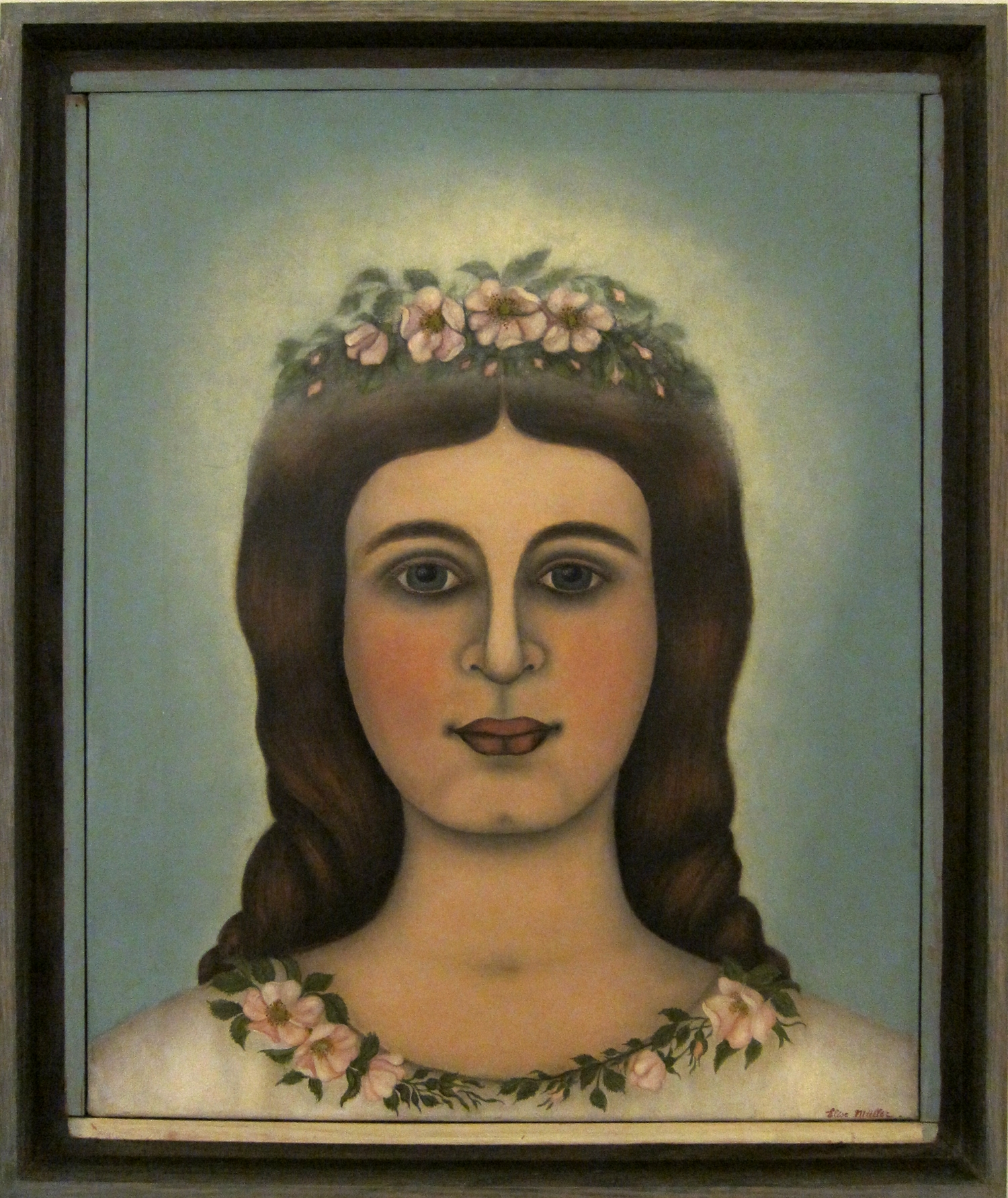
La fille de Jaïrus, peinture d'Élise Müller (1913), LaM.

Mais il faudra attendre la fin du siècle, et toute la perspicacité et la ténacité d'un professeur de psychologie à l'Université de Genève, Théodore Flournoy, pour laisser à la postérité l'œuvre d'une médium remarquable : Hélène Smith, nom d'emprunt de la médium suisse Catherine Élise Müller.
À partir de 1895, Flournoy décide de suivre la médium systématiquement, ce qu'il va faire durant quatre années, au cours desquelles Hélène Smith va développer trois cycles romanesques « somnambuliques » : les cycles Hindou, Royal et Martien (pour lequel elle inventera même une écriture, alphabétique puis idéographique). Et, entre 1896 et 1900, Hélène Smith peindra des scènes de ses récits visionnaires. L'étude que Théodore Flournoy en tirera parait début 1900 sous la forme d'un ouvrage, Des Indes à la planète Mars (réédité en 1983).
À partir de 1901, protégée par une mécène américaine qui la met à l'abri du besoin, elle se « professionnalise », suit des cours de peinture et ses œuvres prennent une orientation religieuse, mais toujours exécutées en état second. Cette nouvelle période fera l'objet d'une étude en 1907, Un nouveau cycle somnambulique de Mll Smith, ses peintures religieuses, par Auguste Lemaitre, professeur au collège de Genève, et d'un livre en 1923, De la planète Mars en Terre sainte par Waldemar Deonna, conservateur du Musée d'art et d'histoire de Genève.

### Hilma af Klint

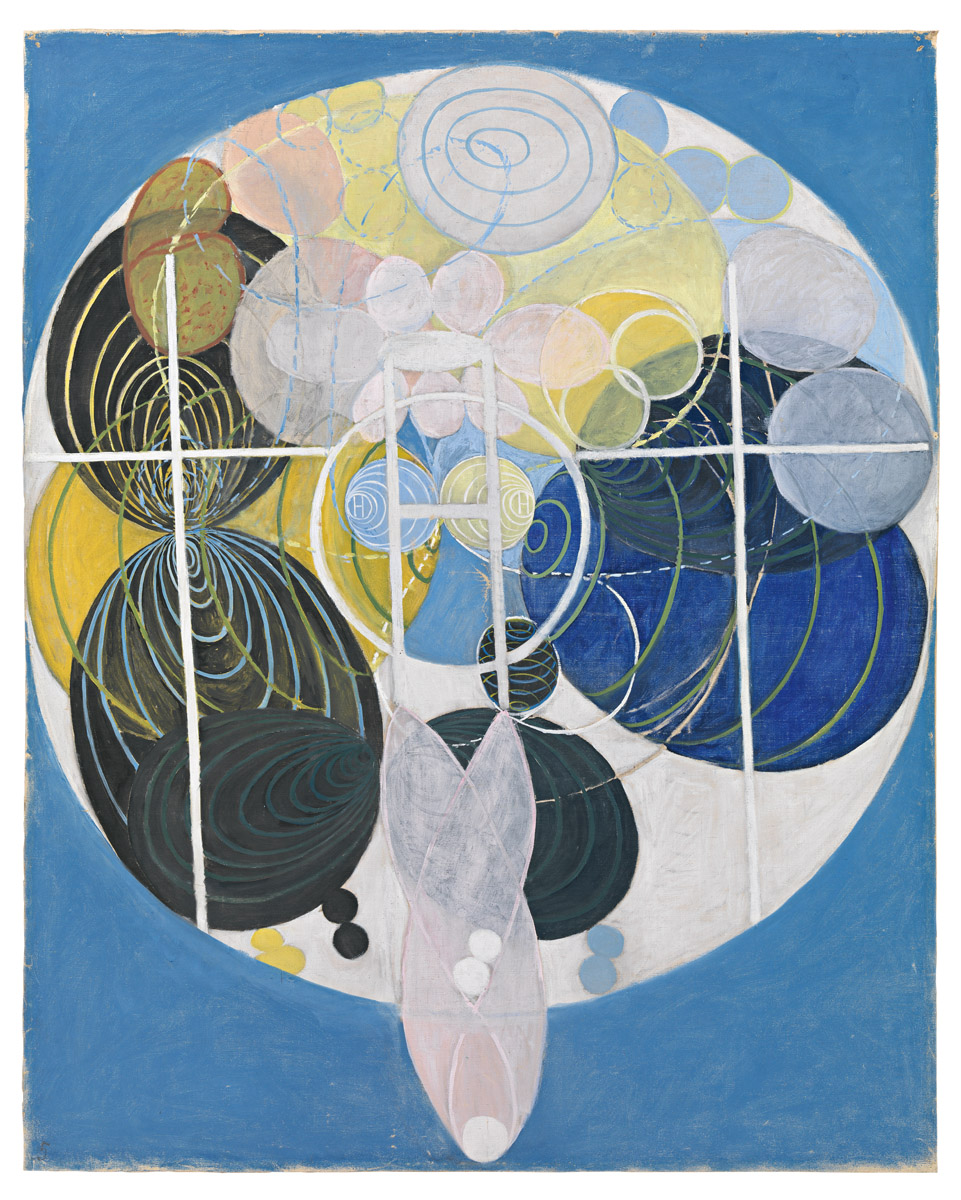
La clé du travail jusqu'à ce point, Groupe III, N°5, 1907, 80,1 x 100 cm, The Hilma af Klint Foundation.

En 1880, L'artiste suédoise Hilma af Klint entre à 18 ans à l’École Technique Artistique de Stockholm (Tekniska Skolan, appelée aujourd’hui Konstfack) et poursuit ses études à l’Académie des Beaux Arts de Stockholm (Konstakademien). En 1889, elle adhère à la Société Théosophique et en 1896 elle est introduite par Anna Cassel (en) dans le groupe Les Cinq (de Fem) voué à l'étude de la médiumnité, qui se réunit tous les vendredis pour des rencontres spirituelles. Elles se sentent entrer en contact avec « Les Maîtres » (Höga Mästare), esprits d'une autre dimension, qui les incitent à s'initier à l'écriture et à la peinture automatiques. Selon Les Maîtres, Hilma af Klint aurait été désignée pour créer les tableaux du Temple, qui prennent forme dans un état de quasi-transe et ressemblent parfois à des diagrammes, représentation visuelle d'idées et de recherches spirituelles complexes. Hilma af Klint écrit dans ses carnets de notes :
« Les peintures se sont peintes directement à travers moi, sans esquisse préliminaire et avec grande force. Je n'avais aucune idée de ce que ces images allaient représenter, néanmoins je travaillais vite et avec assurance, sans changer aucun trait de pinceau »,
En 1906, à l’âge de 44 ans, et jusqu'en 1915, elle commence ainsi à peindre sa première série de peintures consacrée au Temple, réalisée en deux phases avec une interruption entre 1908 et 1912 et qui comporte les premières peintures abstraites de grand format de l'art occidental,,, quelques années avant celles de František Kupka et Vassily Kandinsky, eux aussi intéressés à la même époque par la spiritualité et la théosophie. Cette œuvre compte au total cent quatre-vingt-treize tableaux, regroupés en plusieurs sous-séries. La principale série, intitulée Les dix plus grands, décrit les différents stades de la vie depuis la petite enfance jusqu'à la vieillesse. Les pièces maîtresses peintes après 1907 sont de taille imposante, chaque tableau mesurant environ 2,40 x 3,20 m. Ce tournant vers l’abstraction et la symbolique lui vient de son intérêt pour le spiritisme, très en vogue en Europe à la fin du XIXe siècle et au début du XXe siècle, pour la théosophie de Madame Blavatsky et pour la philosophie de Christian Rosencreutz. En 1908, elle fait la connaissance de Rudolf Steiner, fondateur de l'anthroposophie qui, de passage à Stockholm, l'initie à ses théories sur l'art.

### Le phénomène Lesage

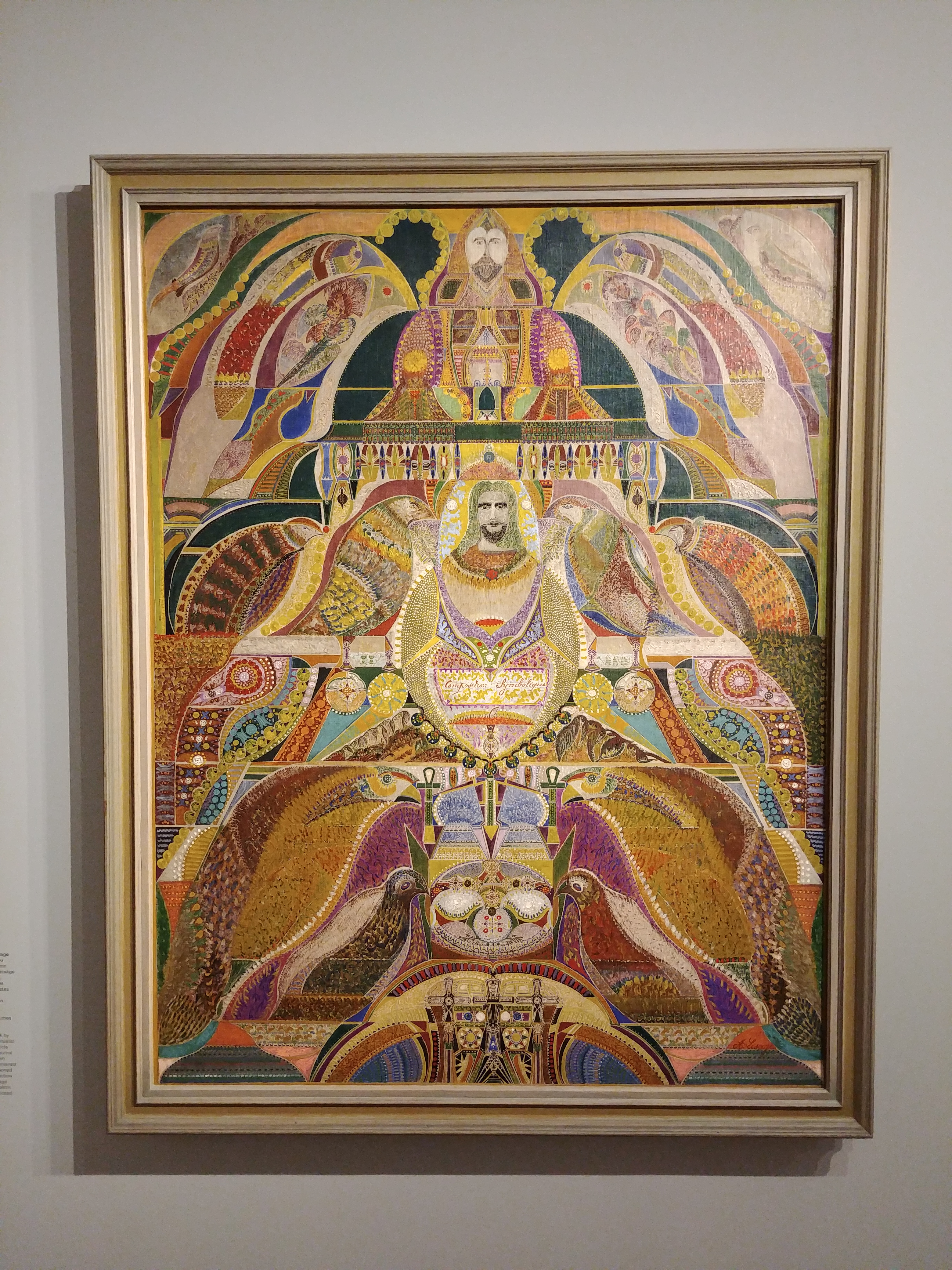
Composition symbolique, 1928, huile sur toile, 1,41 × 1.09 m, LaM, Villeneuve-d'Ascq.

Nous sommes en 1911. Mineur dans le Pas-de-Calais, Augustin Lesage a 35 ans, lorsqu'il entend des voix au fond de la mine lui prédire une carrière de peintre. S'initiant au spiritisme, il produit d'abord de petits dessins médiumniques qu'il attribue à sa sœur défunte. Puis, sous les injonctions des voix, il commande une toile pour la peindre qui arrive surdimensionnée (3x3 m), et qu'il va mettre deux ans à finir. Continuant à peindre sur de grands formats des architectures symétriques et ornementales totalement inédites, signant Apollonius de Tyane, Lesage devient vite la coqueluche du Mouvement spirite qui voit en lui l'archétype de l'artiste médiumnique, et va lui apporter une gloire internationale.
À partir de 1923, son mécène Jean Meyer, directeur de La Revue spirite, lui assure même suffisamment de revenus pour qu'il arrête la mine et devienne ainsi artiste professionnel. Durant sa carrière, il exposera dans de nombreux cercles et congrès spirites en France, Londres, Bruxelles, Genève et en Écosse ; il participera au Salon des artistes français et fera même plusieurs tournées en Afrique du Nord.
Il a fait aussi des émules dans les milieux spirites du Nord, tel le jeune 
Victor Simon, et surtout Fleury Joseph Crépin, dont les Tableaux merveilleux, au style naïf et épuré et aux mystérieuses gouttes colorées ont séduit aussi bien les amateurs de surréalisme que d'art brut.
Restant fidèle à la doctrine spirite jusqu'à sa mort en 1954, Augustin Lesage, artiste médium, est devenu un artiste-peintre reconnu, au style unique. Une grande rétrospective lui a été consacrée en 1989.

### Madge Gill et les femmes artistes-médiums
Beaucoup plus discrètes que celles de Lesage, les œuvres puissantes et obscures de plusieurs femmes médiums ne nous seraient peut-être pas parvenues sans l'attention particulière que leur a portée l'art brut. Débutées souvent après une période de déstabilisation dans la vie privée de ces femmes, ces créations furent exécutées dans la clandestinité, répondant à des pulsions créatrices frénétiques, et n'étaient pas considérées par leurs auteurs comme des œuvres d'art.
La plus emblématique d'entre elles est l'anglaise Madge Gill, l'autre figure majeure de l'art médiumnique avec Lesage. À la même époque que ce dernier et durant trente années, elle accumula des centaines de dessins exécutés en état de transe. C'est en 1919, alors qu'elle a 37 ans et après des épreuves personnelles très difficiles, que Madge Gill se met compulsivement à dessiner, tricoter et écrire, pouvant travailler des nuits entières, guidée par une force invisible qu'elle finira par appeler Myrninerest. La taille de beaucoup de ses dessins est remarquable puisque, exécutés au fur et à mesure sur de grandes feuilles qu'elle déroulait, certains peuvent atteindre 11 mètres de long, et sont aujourd'hui parmi les trésors de la Collection de l'art brut de Lausanne... Contrairement à Lesage, même s'il lui arriva d'exposer ses œuvres, elle refusa toujours de les vendre, et toutes furent retrouvées chez elle, à sa mort en 1961.
D'autres figures connues de femmes artistes-médiums sont apparues dans les années 1930, telles que : Jeanne Tripier, qui prit conscience de ses talents médiumniques à presque 60 ans, se lançant dans des dessins et des broderies abstraites, aventure qui la mènera jusqu'à l'internement psychiatrique ; Jane Ruffié qui, à la cinquantaine entama une série de dessins et de peintures qu'elle poursuivra pendant plus de vingt ans ; et surtout Laure Pigeon, au style inimitable, qui elle aussi, à la cinquantaine et pendant vingt ans, accumula quelque 500 dessins et plusieurs cahiers illustrés sans jamais les montrer...

## L'art médiumunique auXXIesiècle
De nombreuses organisations se réclamant du spiritisme perpétuent cet art. Ainsi, en France, le Cercle Spirite Allan Kardec de Nancy regroupe plusieurs médiums artistes, de même que le Centre d'Études Spirites Allan Kardec de Paris ou même le Centre Spirite Lyonnais Allan Kardec à Lyon.
Cette forme d'art rencontre un certain intérêt de la part des institutions culturelles, comme en témoignent certaines expositions organisées à Paris : d'octobre 2012 à janvier 2013 à la Maison de Victor Hugo et durant l'été 2019 à l'espace Art/absolument, en partenariat avec l'Institut métapsychique international  ; ou encore celle organisée par le Musée des Beaux-arts de Chambéry, de décembre 2020 à avril 2021,.
En Suisse, une section du Musée de l'art brut à Lausanne expose un certain nombre de productions médiumniques de même qu'il a pu organiser une exposition en 2005 à l'aide d'œuvres provenant de la collection parisienne abcd et d'artistes tchèques.

## Artistes médiumniques reconnus
La majorité de ces créateurs ont eu pour facteur déclenchant de leur œuvre médiumnique le contact avec le spiritisme ; ils sont d'ailleurs presque tous nés dans la seconde moitié du XIXe siècle. À l'exception de Victorien Sardou, cette vocation inattendue est survenue entre 35 et 60 ans. Classés par année de naissance.
- Victorien Sardou (1831 - 1908)
- Comte de Tromelin (1850 - 1920)
- Fernand Desmoulin (1853 - 1914)
- Hélène Smith (1861 - 1929)
- Hilma af Klint (1862 - 1944)
- Jeanne Tripier (1869 - 1944)
- Marguerite Burnat-Provins (1872 - 1952)
- Fleury Joseph Crépin (1875 – 1948)
- Augustin Lesage (1876 - 1954)
- Heinrich Nüsslein (1879 - 1947)
- Laure Pigeon (1882 - 1965)
- Madge Gill (1882 - 1961)
- Jane Ruffié (1887 – 1965)
- Victor Simon (1903 - 1976)
- Raphaël Lonné (1910 - 1989)
- Suzanne Clairac (1911 - 2005)[22]

### Lieux d'exposition permanente d'art médiumnique
- Collection de l'art brut - Lausanne
- Musée d'Art moderne Lille Métropole - Collection l'Aracine
- Musée Fernand-Desmoulin - Brantôme
- Musée régional d'ethnologie du Nord-Pas-de-Calais - Béthune

#### Ouvrages
- Théodore Flournoy, Des Indes à la planète Mars : Etude sur un cas de somnambulisme avec glossolalie, Genève, Alcan, 1900Sur le cas d'Hélène Smith - Réédition 1983
- (de) Hans Freimark, Mediumistische Kunst, Leipzig, 1914
- Georges de Morsier, Art et hallucination, Marguerite Burnat-Provins, Neûchatel, La Baconnière, coll. « Langages et Documents », 1969
- Collectif, Augustin Lesage 1876 - 1954, Philippe Sers Éditeur, 1988Catalogue raisonné
- Christian Delacampagne, Outsiders, fous, naïfs et voyants dans la peinture moderne (1889-1960), Paris, Éditions Mengès, 1989Les chapitres 3 « La conquête du subliminal » et 4 « L'art des automatismes »
- Michel Thévoz, Art Brut, psychose et médiumnité, Paris, La Différence, 1990
- Collectif, Art spirite, médiumnique, visionnaire, Messages d’Outre-Monde, Paris, Halle Saint Pierre / Hoëbeke, 1999Catalogue d’exposition

#### Articles
- André Breton, Le message automatique, Minotaure no 3-4, Skira, 1933Avec des illustrations d'œuvres de Victorien Sardou, Hélène Smith, le Comte de Tromelin, Augustin Lesage, Facteur Cheval
- José Pierre, Raphaël Lonné et le retour des médiums, L'Œil no 216, décembre 1972
- Christian Delacampagne, Des artistes inspirés par l'au-delà, Psychologie no 119, décembre 1979
- Françoise Levaillant, L'analyse des dessins d'aliénés et de médiums en France avant le surréalisme : contribution à l'étude des sources de « l'automatisme » dans l'esthétique du XXe siècle, Revue de l'art no 50, 1980
- G. Barrière, Art médiumnique, la peinture de l'au-delà, Beaux-Arts Magazine no 63, décembre 1988
- Djohar Si Ahmed, « Art, psychanalyse et médiumnité », sur Institut métapsychique international, 2 décembre 2003